# Hoplopholcus longipes
Hoplopholcus longipes là một loài nhện trong họ Pholcidae. Loài này được phát hiện ở Thổ Nhĩ Kỳ, Nga và Gruzia.